# Гуардіареджа
Гуардіареджа, Ґуардіареджа (італ. Guardiaregia) — муніципалітет в Італії, у регіоні Молізе,  провінція Кампобассо.
Гуардіареджа розташована на відстані близько 180 км на схід від Рима, 18 км на південний захід від Кампобассо.
Населення — 812 осіб (2014).
Щорічний фестиваль відбувається 9 травня. Покровитель — святий Миколай.

## Демографія
Населення за роками:

Станом на 1 січня 2023 року в муніципалітеті офіційно проживало 12 іноземців з 8 країн, серед них 7 громадян країн Євросоюзу.

## Сусідні муніципалітети
- Кампок'яро
- Кузано-Мутрі
- П'єдімонте-Матезе
- П'єтрароя
- Сан-Джуліано-дель-Санніо
- Сепіно
- Вінк'ятуро